# سوئد در المپیک تابستانی ۱۹۸۰
سوئد در بازی‌های المپیک تابستانی ۱۹۸۰ که در شهر مسکو اتحاد جماهیر شوروی برگزار شد، کاروان سوئد با ۱۴۵ ورزشکار در این رقابت‌ها شرکت کرد و موفق به کسب ۱۲ مدال (۳ طلا، ۳ نقره، ۶ برنز) شد. در جدول رتبه‌بندی توزیع مدال‌ها، سوئد در ردهٔ ۱۱ مسابقات قرار گرفت.